# Marius Prekevičius
Marius Prekevičius, né le 22 mai 1984 à Gargždai, dans la République socialiste soviétique de Lituanie, est un joueur lituanien de basket-ball, évoluant au poste d'arrière.